# Ratchanok Intanon
Ratchanok Intanon, née le 5 février 1995 à Yasothon en Thaïlande est une joueuse professionnelle de badminton spécialiste du simple dames. En 2013, elle devient la plus jeune championne du monde de l'histoire de ce sport à l'âge de dix-huit ans.

## Palmarès

### Compétitions internationales individuelles
| Rang                                         | Catégorie    | Année | Lieu                   |
| -------------------------------------------- | ------------ | ----- | ---------------------- |
| Championnats du monde :                      |              |       |                        |
| 3                                            | Simple dames | 2019  | Bâle, Suisse           |
| 1                                            | Simple dames | 2013  | Canton, Chine          |
| Championnats d'Asie de badminton :           |              |       |                        |
| 1                                            | Simple dames | 2015  | Wuhan, Chine           |
| Championnats du monde juniors de badminton : |              |       |                        |
| 1                                            | Simple dames | 2011  | Taipei, Taipei chinois |
| 1                                            | Simple dames | 2010  | Guadalajara, Mexique   |
| 1                                            | Simple dames | 2009  | Alor Setar, Malaisie   |

### Compétitions internationales par équipes
| Rang              | Catégorie       | Année | Lieu                   |
| ----------------- | --------------- | ----- | ---------------------- |
| Jeux asiatiques : |                 |       |                        |
| 2                 | Équipe féminine | 2010  | Canton, Chine          |
| Uber Cup :        |                 |       |                        |
| 3                 | Équipe féminine | 2012  | Wuhan, Chine           |
| Sudirman Cup :    |                 |       |                        |
| 3                 | Équipe mixte    | 2013  | Kuala Lumpur, Malaisie |

### Titres en tournois internationaux
| Tournoi                 | Catégorie    | Années | Nombre |
| ----------------------- | ------------ | ------ | ------ |
| Tournois Super Series : |              |        |        |
| Open d'Indonésie        | Simple dames | 2015   | 1      |